# Tiki-taka
Tiki-Taka (ook wel tiquitaca in het Spaans en Catalaans) is een populaire voetbalstijl die wordt gekenmerkt door kort, snel passen, constante beweging zonder bal, en het behouden van balbezit met hoge precisie. Deze speelwijze wordt vaak geassocieerd met het Spaanse voetbal, met name het nationale team van Spanje (2008–2012) en clubs als FC Barcelona tijdens het tijdperk van Pep Guardiola.

## Herkomst en naam
De term “tiki-taka” werd populair gemaakt door de Spaanse sportcommentator Andrés Montes, die het tijdens het WK 2006 gebruikte om het soepele en ritmische passenspel van het Spaanse elftal te beschrijven. Het woord is onomatopeeïsch van aard en bootst het geluid van korte, snelle passes na: “tiki” voor de ene tik, “taka” voor de volgende.

## Geschiedenis
Hoewel de basisprincipes van tiki-taka al terug te vinden zijn in het Totaalvoetbal van Nederland in de jaren 1970 (denk aan Rinus Michels en Johan Cruijff), werd de stijl verfijnd en wereldwijd beroemd dankzij FC Barcelona en het Spaanse nationale elftal:
- FC Barcelona (2008–2012) onder leiding van Pep Guardiola, met spelers als Xavi, Iniesta, Busquets en Messi, perfectioneerde het spelconcept.
- Spanje won achtereenvolgens het EK 2008, WK 2010 en EK 2012, waarbij tiki-taka centraal stond.

## Kenmerken
Tiki-taka kenmerkt zich door:
- Korte, snelle passes over de grond.
- Beweging zonder bal en positioneel spel.
- Hoog balbezitpercentage om controle over het spel te behouden.
- Geduldige opbouw, vaak via het middenveld.
- Hoge pressing om de bal snel terug te winnen bij balverlies.

Het doel is niet louter balbezit, maar het creëren van openingen via positionele dominantie en vermoeidheid bij de tegenstander.

## Invloed
Tiki-taka had grote invloed op het moderne voetbal:
- Clubs en nationale teams wereldwijd probeerden het te imiteren.
- Het leidde tot een focus op techniek, intelligentie en teamcohesie boven fysieke kracht.
- De stijl beïnvloedde ook coaches als Luis Enrique, Roberto De Zerbi en zelfs Mikel Arteta in hun speelwijze.